# Gümbelia
Gümbelia un género de foraminífero planctónico cuyo nombre fue invalidado y sustituido por Guembelina, el cual es considerado homónimo posterior de Guembelina Kuntze, 1895, y sinónimo posterior de Spiroplecta, el cual ha sido considerado a su vez un sinónimo posterior de Heterohelix de la subfamilia Heterohelicinae, de la familia Heterohelicidae, de la superfamilia Heterohelicoidea, del suborden Globigerinina y del orden Globigerinida. Su especie tipo era Textularia globulosa. Su rango cronoestratigráfico abarcaba el Cretácico.

## Discusión
Clasificaciones posteriores hubiesen incluido Gümbelia en el orden Heterohelicida.

## Clasificación
Gümbelia incluía a las siguientes especies:
- Gümbelia chelussii †
- Gümbelia etrusca †
- Gümbelia elliptica †
- Gümbelia pretiosa †
- Gümbelia submontis †
  - Gümbelia submontis fractii †
- Gümbelia suboosterii †

En Gümbelia se ha considerado el siguiente subgénero:
- Gümbelia (Lenticulina), aceptado como género Lenticulina